# Star 8.125
Le Star 8.155 est un camion polonais fabriqué par Fabryka Samochodów Ciężarowych „Star” entre 2000 et 2006. Il est le successeur du Star 742. Il est construit avec des nombreuses pièces de camions de l'entreprise Steyr rachetée par la société MAN. Après trois ans de fabrication, le modèle est remplacé par le Star S2000 entièrement intégré avec les camions MAN.